# Roman al II-lea
Roman al II-lea al Moldovei (n. 1426 – d. 2 iulie 1448, Cracovia, Regatul Poloniei) a fost domn al Moldovei între 13 iulie 1447 și 1448. Domnia sa scurtă a făcut parte din lunga serie de războaie civile care au pângărit Principatul Moldovei ca urmare a morți bunicului său, Alexandru cel Bun. Roman va fi ucis la un an după venirea sa pe tron de către propriul său unchi, Petru al III-lea, care mai incercase în trecut să capete tronul prin forță, fără să reușească.

## Biografie
Roman a fost fiul lui Iliaș al Moldovei și al Mariei (Maria Holszańska). Ocupă tronul Moldovei la  13 iulie 1447 ajutat de poloni. Îl ucide pe unchiul său Ștefan al II-lea uzurpatorul și domnește până în februarie 1448 împreună cu un alt unchi Petru al III-lea. Dar acesta din urmă îl detronează. Roman al II-lea se refugiază la Cracovia și moare la vârsta de 22 de ani.